# Pieter Aldrich
Pieter Aldrich (ur. 7 września 1965 w Johannesburgu) – południowoafrykański tenisista, zwycięzca Australian Open 1990 i US Open 1990 w grze podwójnej, lider rankingu deblowego.

## Kariera tenisowa
Zawodowym tenisistą był w latach 1987–1992.
W grze pojedynczej wygrał 1 turniej rangi ATP World Tour.
W 1990 roku doszedł do 3 wielkoszlemowych finałów w grze podwójnej wspólnie z Danim Visserem. Para triumfowała w Australian Open i US Open, a przegrała finał Wimbledonu. Aldrich zwyciężył łącznie w 9 turniejach w deblu i poniósł porażkę w 10 finałach. Wszystkie te wyniki osiągnął z Visserem.
W rankingu gry pojedynczej Aldrich najwyżej był na 64. miejscu (21 listopada 1988), a w klasyfikacji gry podwójnej na pozycji lidera (23 lipca 1990). Na szczycie listy deblowej znajdował się przez 19 tygodni.

### Finały w turniejach ATP World Tour
| Legenda                                      |
| -------------------------------------------- |
| Wielki Szlem                                 |
| Igrzyska olimpijskie                         |
| Tennis Masters Cup / ATP Finals              |
| ATP Masters Series / ATP Tour Masters 1000   |
| ATP International Series Gold / ATP Tour 500 |
| ATP International Series / ATP Tour 250      |

#### Gra pojedyncza (1–0)
| Końcowy wynik | Nr | Data          | Turniej | Nawierzchnia | Przeciwnik    | Wynik finału  |
| ------------- | -- | ------------- | ------- | ------------ | ------------- | ------------- |
| Zwycięzca     | 1. | 15 lipca 1990 | Newport | Trawiasta    | Darren Cahill | 7:6, 1:6, 6:1 |

#### Gra podwójna (9–10)
| Końcowy wynik | Nr  | Data                 | Turniej                    | Nawierzchnia    | Partner      | Przeciwnicy                        | Wynik finału       |
| ------------- | --- | -------------------- | -------------------------- | --------------- | ------------ | ---------------------------------- | ------------------ |
| Zwycięzca     | 1.  | 1 maja 1988          | Charleston                 | Ceglana         | Danie Visser | Jorge Lozano Todd Witsken          | 7:6, 6:3           |
| Finalista     | 1.  | 8 maja 1988          | Forest Hills               | Ceglana         | Danie Visser | Jorge Lozano Todd Witsken          | 3:6, 6:7           |
| Finalista     | 2.  | 12 czerwca 1988      | Londyn                     | Trawiasta       | Danie Visser | Ken Flach Robert Seguso            | 2:6, 6:7           |
| Finalista     | 3.  | 31 lipca 1988        | Stratton Mountain          | Twarda          | Danie Visser | Jorge Lozano Todd Witsken          | 3:6, 6:7           |
| Finalista     | 4.  | 15 stycznia 1989     | Sydney                     | Twarda          | Danie Visser | Darren Cahill Wally Masur          | 4:6, 3:6           |
| Finalista     | 5.  | 6 sierpnia 1989      | Stratton Mountain          | Twarda          | Danie Visser | Mark Kratzmann Wally Masur         | 3:6, 6:4, 6:7      |
| Zwycięzca     | 2.  | 13 sierpnia 1989     | Indianapolis               | Twarda          | Danie Visser | Peter Doohan Wally Masur           | 7:6, 7:6           |
| Finalista     | 6.  | 20 sierpnia 1989     | Cincinnati                 | Twarda          | Danie Visser | Ken Flach Robert Seguso            | 4:6, 4:6           |
| Zwycięzca     | 3.  | 1 października 1989  | San Francisco              | Dywanowa (hala) | Danie Visser | Paul Annacone Christo Van Rensburg | 6:4, 6:3           |
| Zwycięzca     | 4.  | 29 października 1989 | Frankfurt                  | Dywanowa (hala) | Danie Visser | Kevin Curren Eric Jelen            | 7:6, 6:7, 6:3      |
| Finalista     | 7.  | 14 stycznia 1990     | Sydney                     | Twarda          | Danie Visser | Pat Cash Mark Kratzmann            | 4:6, 5:7           |
| Zwycięzca     | 5.  | 28 stycznia 1990     | Australian Open, Melbourne | Twarda          | Danie Visser | Grant Connell Glenn Michibata      | 6:4, 4:6, 6:1, 6:4 |
| Finalista     | 8.  | 8 lipca 1990         | Wimbledon, Londyn          | Trawiasta       | Danie Visser | Rick Leach Jim Pugh                | 6:7, 6:7, 6:7      |
| Zwycięzca     | 6.  | 22 lipca 1990        | Stuttgart                  | Ceglana         | Danie Visser | Per Henricsson Nicklas Utgren      | 6:3, 6:4           |
| Zwycięzca     | 7.  | 9 września 1990      | US Open, Nowy Jork         | Twarda          | Danie Visser | Paul Annacone David Wheaton        | 6:2, 7:6, 6:2      |
| Zwycięzca     | 8.  | 14 października 1990 | Berlin                     | Dywanowa (hala) | Danie Visser | Kevin Curren Patrick Galbraith     | 7:6, 7:6           |
| Finalista     | 9.  | 9 lutego 1992        | San Francisco              | Twarda (hala)   | Danie Visser | Jim Grabb Richey Reneberg          | 4:6, 5:7           |
| Zwycięzca     | 9.  | 5 kwietnia 1992      | Johannesburg               | Twarda          | Danie Visser | Wayne Ferreira Piet Norval         | 6:4, 6:4           |
| Finalista     | 10. | 19 kwietnia 1992     | Nicea                      | Ceglana         | Danie Visser | Patrick Galbraith Scott Melville   | 1:6, 6:3, 4:6      |